# Stará Červená Voda
Stará Červená Voda là một làng thuộc huyện Jeseník, vùng Olomoucký, Cộng hòa Séc.